# Юхнов, Анатолий Николаевич
Анатолий Николаевич Юхнов (укр. Анатолій Миколайович Юхнов) — украинский оперный певец, баритон, заслуженный артист Украины (2001), педагог.

## Биография
Родился 19 января 1947 года в городе Макеевка Сталинской области УССР. Окончив Донецкое музыкальное училище и Донецкую государственную музыкальную академию, Анатолий Николаевич стал солистом Донецкой областной филармонии.
Самые известные песни, которые когда-либо исполнялись певцом — «Молитва за Україну», «Город надежды и славы», «Спят курганы тёмные» и другие.

## Награды и звания
В 2001 году удостоился звания Заслуженного артиста Украины.